# Hylopetes
Hylopetes Thomas, 1908 è un genere di roditori della famiglia degli Sciuridi che comprende nove specie di scoiattoli volanti originarie del Sud-est asiatico, note collettivamente come scoiattoli volanti dalla coda a freccia.

## Tassonomia e distribuzione
Il genere comprende le seguenti specie:
- Hylopetes alboniger (Hodgson, 1836) - scoiattolo volante multicolore (regioni montuose estese tra Nepal e Yunnan, Indocina e Hainan);
- Hylopetes bartelsi (Chasen, 1939) - scoiattolo volante di Bartels (Giava Occidentale);
- Hylopetes lepidus (Horsfield, 1822) - scoiattolo volante dalle guance grigie (Giava e Borneo nord-occidentale);
- Hylopetes nigripes (Thomas, 1893) - scoiattolo volante di Palawan (Palawan e la vicina Bancalan, Filippine);
- Hylopetes phayrei (Blyth, 1859) - scoiattolo volante dell'Indocina (Myanmar, Thailandia, Laos, Vietnam nord-occidentale, province cinesi sud-orientali di Guizhou e, forse, Fujian, e Hainan);
- Hylopetes platyurus (Jentink, 1890) - scoiattolo volante di Jentink (penisola malese, Sumatra e Bangka);
- Hylopetes sipora Chasen, 1940 - scoiattolo volante di Sipora (Sipora, un'isola al largo delle coste occidentali di Sumatra);
- Hylopetes spadiceus (Blyth, 1847) - scoiattolo volante dalle guance rosse (Myanmar meridionale, Thailandia, Indocina, penisola malese, isole Riau, Sumatra, Borneo e isole Natuna);
- Hylopetes winstoni (Sody, 1949) - scoiattolo volante di Sumatra (Sumatra Settentrionale).

## Descrizione
Il corpo degli Hylopetes misura 11-33 cm e la coda 8-29,2 cm; il peso è di 27-100 g in H. lepidus e di 80-157 g in H. spadiceus. La pelliccia è morbida, folta e piuttosto lunga. Le regioni superiori possono essere grigiastre con alcune tonalità marroncine o bruno-giallastre, bruno-rossastre chiare, nero-brunastre lucide o nere, o chiazzate o macchiate su anche e coda. Le superfici superiori e inferiori della coda sono all'incirca dello stesso colore del dorso. Le regioni inferiori sono biancastre, grigiastre o giallastre. Le orecchie sono grandi e con le estremità smussate, gli artigli sono brevi e smussati e la coda, appiattita, si fa molto più affusolata all'estremità. Le femmine hanno sei mammelle.

## Biologia
Questi scoiattoli volanti abitano vari tipi di foresta, nonché radure e aree coltivate, ad altitudini di circa 150-3500 m. Sono generalmente arboricoli e notturni. Trovano rifugio nelle cavità degli alberi, ma i nativi sostengono che talvolta occupino anche nidi abbandonati di scoiattoli giganti (Ratufa). A Giava H. lepidus talvolta nidifica in gusci vuoti delle noci di cocco dove altri scoiattoli hanno precedentemente creato un'apertura. Ogni tanto il guscio secco rimane attaccato al suo picciolo, o il nido viene fatto in un guscio libero rimasto sospeso tra le fronde della palma. Nella penisola malese, invece, H. platyurus crea con i denti l'apertura nella noce. H. lepidus è stato visto planare per distanze di 135 m o più. Adams vide un esemplare di questa specie saltare da un albero, battere con vigore il patagio, e ascendere per circa un metro fino a raggiungere un ramo posto a 6 m di distanza.
Alcune specie si nutrono occasionalmente dei frutti di alberi coltivati. La loro dieta comprende inoltre noci, teneri germogli, foglie e, forse, insetti e piccoli serpenti. A Giava un esemplare di H. lepidus in cattività sembrava prediligere insetti come grilli e locuste, ma non disdegnava onischi e ragni. Afferrava questi invertebrati con gli incisivi e utilizzava le mani per trattenere la preda. Esemplari di H. platyurus tenuti in cattività nella penisola malese uccisero e divorarono due serpenti bronzei dipinti (Leptophis ahaetulla) di 25,5 cm che erano penetrati nella loro gabbia.
L'attività riproduttiva, osservata per lo più in H. alboniger e H. lepidus, sembra variare molto da una popolazione all'altra, e non vi è una stagione degli amori ben definita.

## Conservazione
Le specie più numerose di Hylopetes sono H. alboniger, H. phayrei e H. spadiceus; un po' più raro, ma sempre piuttosto diffuso, è H. nigripes. La specie più rara del genere è H. sipora, endemica di Sipora, una delle isole Mentawai, al largo delle coste occidentali di Sumatra. Delle specie restanti si sa pochissimo, e la IUCN le classifica tutte tra le specie a status indeterminato.